# جون بيترسون (نحات)
جون بيترسون (بالإنجليزية: Jon Peterson)‏ هو نحات أمريكي، ولد في 1945.